# Edward Copson
Edward Thomas Copson (Coventry, 21 de agosto de 1901 – 16 de fevereiro de 1980) foi um matemático britânico, Regius Professor de Matemática da Universidade de St. Andrews.

## Vida
Estudou no St John's College, Universidade de Oxford. Foi apontado por Edmund Taylor Whittaker como lecturer na Universidade de Edimburgo, onde obteve mais tarde um doutorado.
Casou com Beatrice, a filha mais velha de Edmund Taylor Whittaker, e foi para a Universidade de St. Andrews, onde foi Regius Professor de Matemática.
Foi eleito fellow da Sociedade Real de Edimburgo em 1924, sendo seus proponentes Sir Edmund Taylor Whittaker, Herbert Stanley Allen, Bevan Braithwaite Baker e Alexander Crichton Mitchell. Recebeu a Medalha Keith da Sociedade Real de Edimburgo de 1942 por suas pesquisas em matemática. Foi vice-presidente da sociedade em 1950-1953.

## Publicações[4]
- Copson, E. T., An Introduction to the Theory of Functions of A Complex Variable (1935)[5]
- Baker, Bevan Braithwaite; Copson, E. T., "The Mathematical Theory of Huygens' Principle" (1939);[6] 2nd edition 1950; 3rd edition 1987 with several reprints
- Copson, E. T., Asymptotic Expansions (1965); reprint 1976; 2nd edition 2004
- Copson, E. T., Metric Spaces (1968); reprint with corrections 1972; reprint 1979; pbk. reprint 1988
- Copson, E. T., Partial Differential Equations (1975)[7]